# Milz
Milz è una frazione della città tedesca di Römhild, in Turingia.